# Cristóbal de Olid
Cristóbal de Olid (1487 Zaragoza – 1524 Naco, Honduras) byl španělský voják a objevitel.
Od roku 1515 sloužil na Kubě pod velením Diega Velázqueze. V roce 1519 provázel Hernanda Cortése, dobyvatele Mexika. Podílel se na dobytí Tenochtitlánu a následně se oženil s aztéckou princeznou, sestrou Moctezumy II.
V roku 1522 dobyl území dnešního mexického státu Michoacán a o rok později velel námořní expedici do Hondurasu. Spojil se opět s Diegem Velázquezem, nepřítelem Hernána Cortése, který mu zato slíbil, že ho jmenuje guvernérem Hondurasu. Tady založil město Triunfo de la Cruz. Cortésova reakce netrvala dlouho. Poslal trestnou výpravu, která ho zajala, odsoudila a popravila v Nacu v Hondurasu.